# لیسا لاوی
لیسا لاوی (انگلیسی: Lisa Lavie) (زادهٔ ۶ مهٔ ۱۹۸۳) موسیقی‌دان اهل کانادا است. وی از سال ۲۰۰۶ میلادی تاکنون مشغول فعالیت بوده‌است.
لیسا لاوی خواننده و ترانه‌سرای کانادایی است که در اصل از له‌سال، کبک، کانادا است.

## پیشینه
تأثیرات اولیهٔ موسیقایی لاوی شامل برادران بزرگتر او می‌شد، رقصندهٔ هیپ هاپ «مایکل» و دیسک‌جوکی «دنی». در سن ۱۶ سالگی لاوی به عنوان خوانندهٔ پشتیبان با گروه هیپ هاپ فرانسوی-کانادایی دوبماتیک تور کانادا را برگزار کرد و پس از آن سی‌دی دموی خود را ضبط کرد. سی‌دی دموی لاوی به همان تهیه‌کننده‌ای رسید که در نوشتن اولین آلبوم «ماریا کری» همکاری داشت و لاوی دعوت او را پذیرفت تا برای همکاری با او به کالیفرنیا برود.